# Philipp von Nathusius (Herausgeber)

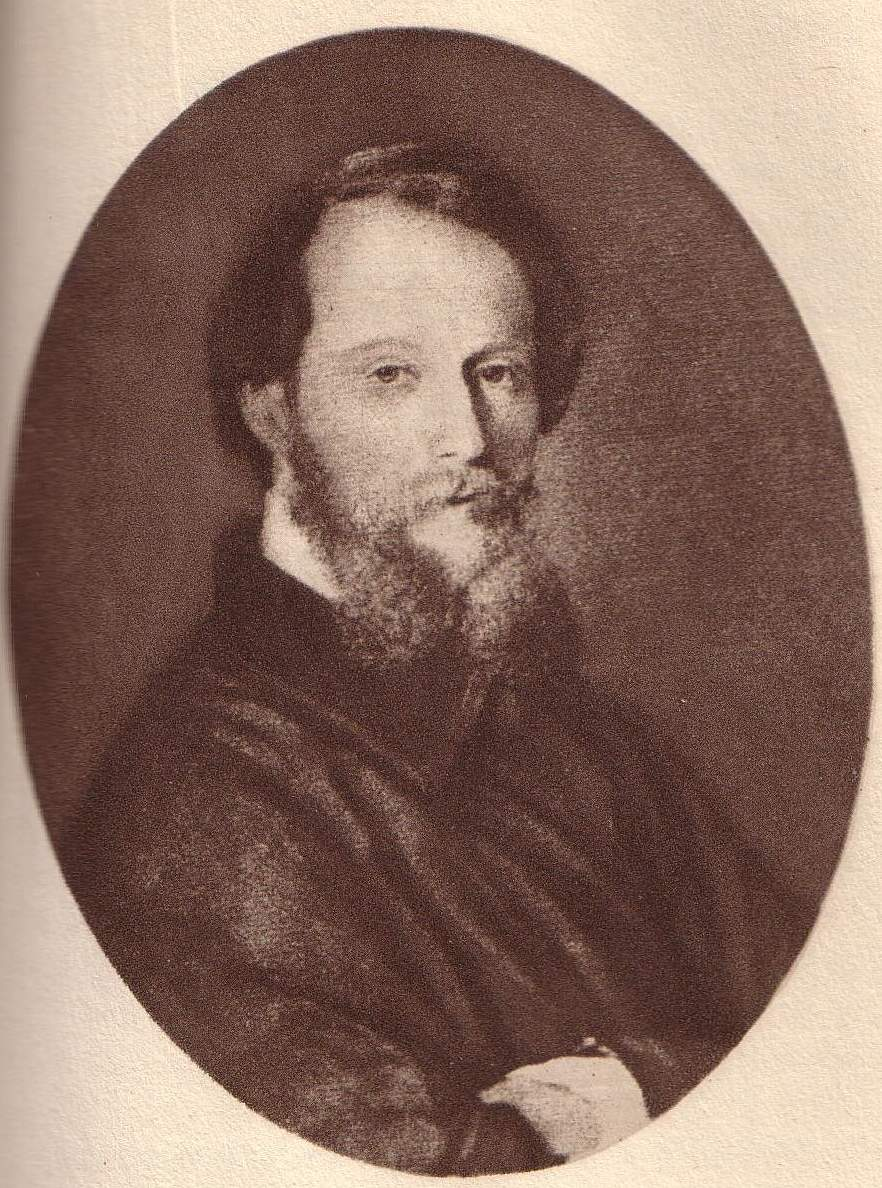
Philipp Engelhard von Nathusius (1815–1872), Porträt etwa von 1855, in: Bettina von Arnim: Julius Pamphilius und die Ambrosia

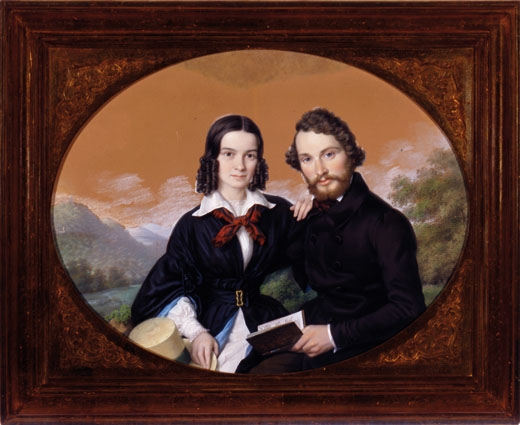
Philipp von Nathusius mit seiner Ehefrau Marie Nathusius, geb. Scheele

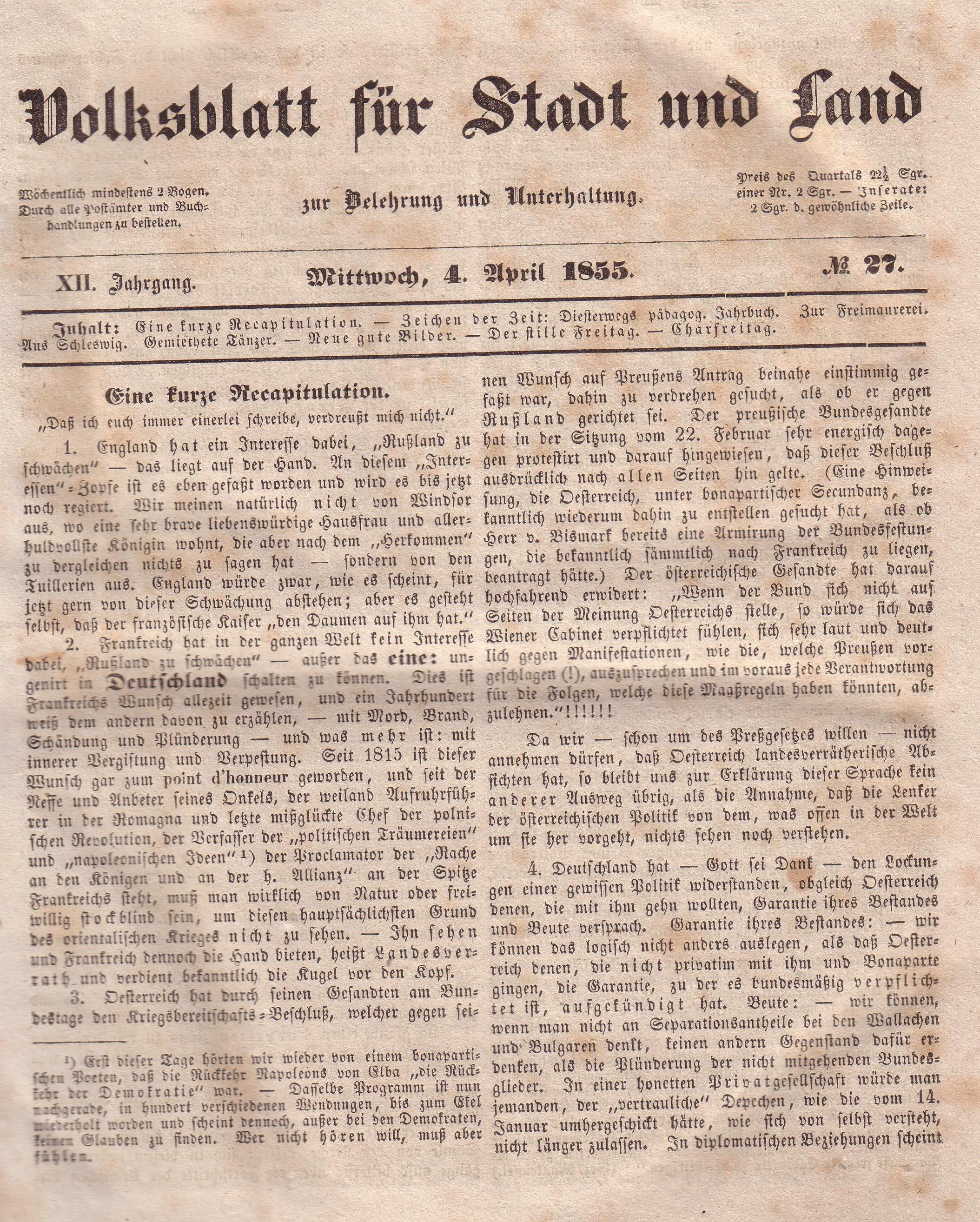
Titelseite des von Philipp von Nathusius herausgegebenen Volksblattes für Stadt und Land. Hier die Ausgabe vom Mittwoch, 4. April 1855 (Nr. 27. des 12. Jahrganges)

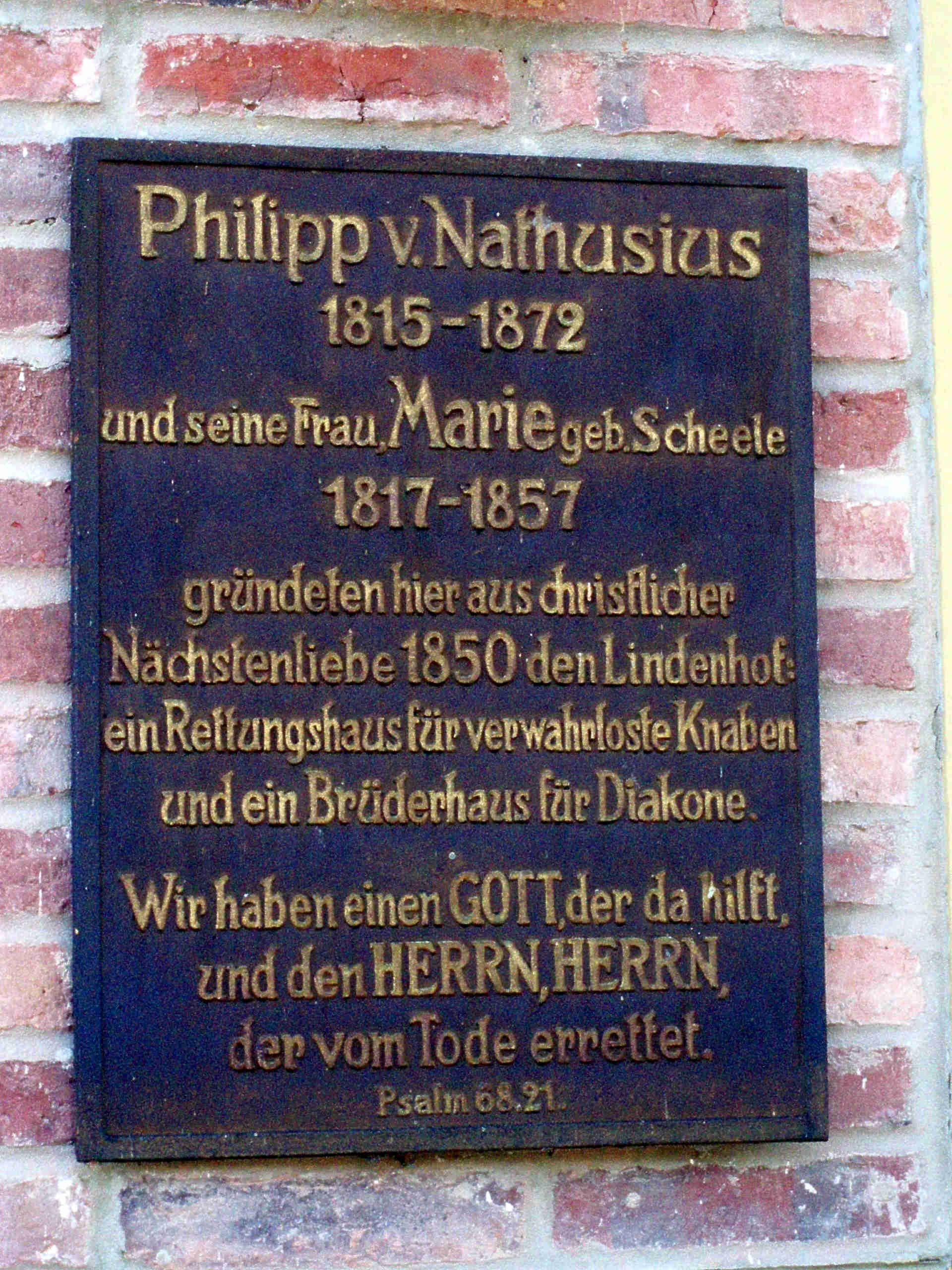
Gedenktafel am Lindenhof

Philipp Engelhard Nathusius, seit 1861 von Nathusius (* 5. November 1815 in Althaldensleben; † 16. August 1872 in Luzern), war ein deutscher Publizist und Gründer der Nathusius’schen Stiftung in Neinstedt, den späteren Neinstedter Anstalten.

## Leben
Philipp von Nathusius war das vierte von acht Kindern des Großgrundbesitzers und Industriellen Johann Gottlob Nathusius (1760–1835) und der Louise Engelhard (1787–1875) aus Kassel. Ein älterer Bruder war Hermann (1809–1879), jüngere Geschwister waren August (1818–1884), Wilhelm (1821–1899) und Heinrich von Nathusius (1824–1890). Er wuchs im Gutshaus des ehemaligen Klosters Althaldensleben auf und wurde zunächst von Hauslehrern unterrichtet. 1832 begann er seine Ausbildung in der väterlichen Porzellan- und Steingutfabrik in Althaldensleben. Daneben beschäftigte er sich intensiv mit Literaturstudien, sicher auch dazu angeregt von seiner Großmutter, der Dichterin Philippine Engelhard (1756–1831). 1836 lernte er bei einem Besuch in Berlin die Schriftstellerin Bettina von Arnim (1785–1859) kennen, die er schwärmerisch verehrte und mit der er einige Jahre lang intensiven Briefkontakt unterhielt, u. a. über das Projekt einer Lebensbeschreibung seiner Großmutter. Er war der Titelheld ihres Romanes Ilius Pamphilius und die Ambrosia.
Als sein Vater 1835 starb, übernahm er im Alter von 20 Jahren die Verwaltung der umfangreichen Nathusius’schen Gewerbeanstalten in Althaldensleben und Hundisburg. Außerdem leitete er den Althaldenslebener Gutsbetrieb. Diese Aufgaben nahm er bis 1848  wahr, dann übergab er sie seinen Brüdern, um sich seinen eigentlichen Interessen widmen zu können.
Bereits in Althaldensleben hatte er mit seiner 1841 in Calbe geheirateten Frau Marie Nathusius, geb. Scheele (der späteren Volksschriftstellerin) 1847 eine Rettungsanstalt für verwahrloste Kinder gegründet. Entsprechende Anregungen hatte sich das Ehepaar bei mehreren Besuchen im Rauhen Haus bei Johann Hinrich Wichern geholt.
Als Nathusius 1849 die Chefredaktion des konservativen Volksblattes für Stadt und Land zur Belehrung und Unterhaltung angeboten wurde, sah er die Möglichkeit einer Verbindung seiner literarischen Interessen mit dem Wunsch, sich in der Inneren Mission zu engagieren. Er zog mit seiner Familie nach Giebichenstein bei Halle und erwarb einen Resthof in Neinstedt. Diese Anlage, den Lindenhof, baute Nathusius zu einem Knabenrettungshaus sowie einem Brüderhaus um. Am 15. Oktober 1850 konnte er die ersten beiden Gebäude der späteren Neinstedter Anstalten einweihen.
Das Volksblatt leitete Nathusius ab 1851 als Herausgeber, ab 1861 als Verleger. 1871 übergab er diese Aufgaben an seinen Sohn Martin von Nathusius (1843–1906). Im Jahr 1865 erwarb er noch das Rittergut Ludom in der damaligen Provinz Posen, welches kurze Zeit später von seinem Sohn Philipp von Nathusius-Ludom übernommen wurde, Vater der Schriftstellerin Annemarie von Nathusius (1874–1926).
Nathusius ist das 1870 erstmalige Erscheinen der „Jugenderinnerungen eines Alten Mannes“ zu verdanken, in denen der Maler Wilhelm von Kügelgen seine Kindheits- und Jugendjahre 1802–1820 anschaulich und humorvoll schilderte.
In der Ausgabe des Max Hesses Verlages, Leipzig, schreibt Adolf Stern: Diese Selbstbiographie entzückte Tausende und aber Tausende von Lesern und ist mit allgemeiner Zustimmung, als ein Meisterwerk von ursprünglichem Gehalt und vollendeter Form, dem eisernen Bestand unvergänglicher Werke deutscher Literatur eingereiht worden. Dieses Buch wurde vielfach neu aufgelegt.
Anlässlich der Krönung von Wilhelm I. 1861 zum preußischen König wurde Nathusius (zusammen mit drei weiteren Brüdern) geadelt. Ab 1865 erkrankte er zunehmend und starb 1872 während eines Kuraufenthaltes in Luzern. Sein Grab befindet sich im Neinstedter Anstaltspark.

## Werke (Auswahl)
- Fünfzig Gedichte, 1839.
- Ulrich von Hutten. Volksthümliche Betrachtungen des gegenwärtigen kirchlichen Streites in Deutschland. 1839.
- Noch fünfzig Gedichte, 1841.
- Zur Verständigung über Union, 1857.
- Lebensbild der heimgegangenen Marie Nathusius, geb. Scheele. 3 Bände, 1868/69, In: Marie Nathusius: Gesammelte Schriften. Band 13–15, Richard Mühlmann, Leipzig.
- Dokumente und Umstände einer nicht zustandegekommenen Claudius-Biographie. In: Jahresschriften der Claudius-Gesellschaft. Stamp Media, 1994, S. 10–28.